# Aribert Mog
Aribert Mog est un acteur allemand né le 3 août 1904 à Berlin (Allemagne), mort le 2 octobre 1941 à Nova Trojanova (Union soviétique).

## Filmographie
- 1929 : Ins Blaue hinein
- 1929 : Der Kampf der Tertia : Lehrer
- 1929 : Durchs Brandenburger Tor. Solang noch Untern Linden... : Fritz
- 1929 : Der Ruf des Nordens
- 1930 : Eine Dirne ist ermordet worden : Alphone
- 1930 : Scapa Flow
- 1930 : Die Jugendgeliebte
- 1930 : Quatre de l'infanterie (Westfront 1918) : Undetermined Role
- 1930 : Adieux (Abschied) : Peter Winkler, traveling salesman
- 1931 : Der Sprung ins Nichts : Fred
- 1931 : Luise, Königin von Preußen
- 1931 : Das Lied vom Leben : Igor
- 1931 : Kinder vor Gericht : Paule, der Schlafbursche
- 1931 : Les Treize Malles de monsieur O. F. (Die Koffer des Herrn O.F.) d'Alexis Granowsky : l'assistant de Stark
- 1933 : Die Wette : Hans
- 1933 : Muß man sich gleich scheiden lassen : Gottfried Lüders
- 1933 : Extase (Ekstase) : Adam
- 1933 : Mädels von heute : Kaunitz
- 1934 : Ich bin Du
- 1934 : Ein Mann will nach Deutschland
- 1934 : Ihr größter Erfolg : Franz Burgsteller, dritter Kapellmeister
- 1935 : Regine
- 1935 : Liebesträume : Hans Wendland
- 1935 : L'Animal d'acier
- 1936 : Die Unbekannte
- 1936 : Die Leute mit dem Sonnenstich
- 1936 : Fährmann Maria : The Young Man
- 1937 : Der Etappenhase
- 1937 : Karussell
- 1938 : Peter spielt mit dem Feuer : Windschild
- 1938 : Les Gens du voyage (Fahrendes Volk) : Gendarmerieleutnant
- 1938 : Musketier Meier III
- 1939 : Meurtre au music-hall (Der Vorhang fällt) : Wilke
- 1940 : Der Fuchs von Glenarvon
- 1940 : Wunschkonzert